# Fortaleza de Modlin
La fortaleza de Modlin (en polaco: Twierdza Modlin) es una de las más grandes del siglo XIX en Polonia. Se encuentra en la ciudad de Nowy Dwór Mazowiecki, en el distrito Modlin, en el río Narew, a unos 50 kilómetros al norte de Varsovia. Se renombró Novogeorgievsk (Новогеоргиевская крепость) después de que fue capturada por los rusos en 1813.

## Historia
La importancia estratégica del área limitada por los ríos Vístula, Bug, Wkra y Narew era conocida por varios ejércitos desde la antigüedad. Sin embargo, no fue hasta 1656 que los ejércitos suecos construyeron allí una posición fortificada permanente durante «El Diluvio». El llamado  Bugskansen  era un campamento militar fortificado en forma de estrella, ubicado probablemente cerca de la confluencia del Narew y el Vístula, en la llamada  Isla Sueca. El campamento también protegía un puente de madera sobre el Vístula antes de la batalla de Zakroczym y sirvió como el principal depósito de suministros del ejército sueco durante la batalla de Varsovia (1656). Después de la derrota sueca, el fuerte fue demolido en 1660 y el área se mantuvo sin fortificar por los siguientes 150 años.
Después de las particiones de Polonia, el área se incorporó al Imperio ruso. Poco después, Jan Pieter van Suchtelen, un ingeniero militar neerlandés al servicio del Imperio ruso preparó un plan de construcción para una poderosa fortaleza en el área, llamada así por la cercana ciudad de Zakroczym. El fuerte iba a ser una fortaleza baluarte, ubicada aproximadamente a 1,5 km de los ríos y con varios fuertes que protegían el área desde el oeste. Sin embargo, el proyecto nunca se llevó a cabo puesto que en 1806 el área se convirtió en parte del Ducado de Varsovia, un estado residual creado por y aliado de Napoleón Bonaparte.
Desde el comienzo de la presencia francesa en Polonia, los ingenieros de Bonaparte comenzaron a fortificar la frontera con Rusia, esperando ya sea una ofensiva rusa hacia Europa occidental o una futura ofensiva de los ejércitos franceses hacia San Petersburgo y Moscú. En diciembre de 1806, mientras estaba en Poznań, Napoleón ordenó la construcción de un fuerte en dos islas ubicadas en la confluencia del Narew y el Vístula. La fortificación debía ser temporal y se convertiría principalmente en un depósito de suministros y un gran granero, que serviría como centro de suministro para las fuerzas que operan en Polonia o Rusia. La construcción comenzó casi de inmediato, aunque el ingeniero jefe de las fuerzas francesas, el general François, marqués de Chasseloup-Laubat (François de Chasseloup-Laubat), decidió construir la fortaleza en la ribera norte del río en lugar de en las islas. El trabajo comenzó a principios de 1807, pero continuó muy lentamente. No fue sino hasta el año siguiente que el ritmo se aceleró y en 1809 las primeras casamatas y paredes estaban listas. Fue allí donde el núcleo del ejército polaco estuvo estacionado después de la batalla de Raszyn contra las fuerzas invasoras del Imperio austriaco. Poco después, el borde exterior de las defensas en la orilla derecha del Vístula estaba listo. Corría más o menos a lo largo de la línea interna de las fortificaciones modernas. Consistió en un movimiento de tierra semicircular reforzado con empalizada de madera y cinco bastiones. Además, el área estaba custodiada por dos cabezas de puente fortificadas, una en Kazuń en la orilla izquierda del Vístula y la otra al lado de Nowy Dwór Mazowiecki.

Región fortificada de Varsovia, incluidas las fortalezas de Varsovia y Novogeorgievsk y obras de conexión. Las obras marcadas en gris fueron planeadas pero nunca construidas. En 1914, la fortificación de Varsovia fue deshabilitada.

En 1810, el concepto mismo del fuerte cambió y Napoleón decidió convertir a Modlin en una fortaleza fundamental en su línea de fortificaciones y expandirla significativamente añadiendo un borde externo de defensa. El general de Chasseloup-Laubat fue reemplazado por un famoso ingeniero francés Jean Mallet de Granville (más tarde naturalizado polaco bajo el nombre de  Jan Malletski ), ayudado por el general François Haxo. No se tiene la certeza si los autores de la expansión fueron los mismos que supervisaron su construcción dos para supervisar su construcción, o si fue el propio Napoleón. Las obras continuaron a un ritmo muy rápido ya que Napoleón estaba planeando su campaña en Rusia y concibió a Modlin para convertirse en la fortaleza principal detrás de sus líneas. En septiembre de 1811, más de 19 000 personas participaban en las obras. Debido a eso, las autoridades del Ducado de Varsovia estaban considerando otorgar a Modlin el estatus de ciudad, que sin embargo no tuvo éxito. Aunque el año siguiente, poco antes del estallido de la guerra franco-rusa, el número de trabajadores superó los 20 000, la fortaleza nunca se terminó por completo.
Los planes franceses incluían una zona fortificada compuesta de tres fortificaciones semiindependientes. La línea principal de defensas estaba ubicada en la margen derecha del Vístula y Narew, y estaba compuesta por una fortificación poligonal con 4 bastiones y 3 enlaces revellines (uno hacia el río Utrata, uno frente a la aldea de Modlin y otro en el centro). Los revellines estaban entre 800 y 1000 metros de distancia de la línea principal de fortificaciones, a fin de reforzar las defensas contra nuevos modelos de artillería pesada. La segunda parte de la fortaleza era la cabeza de puente de Kazuń en la margen izquierda del Vístula, compuesta por un único revellín. El tercero era un reducto localizado entre el Vistula y Narew y el cuarto era un nido de artillería ubicado en la "Isla Sueca". Entre los ingenieros encargados de la construcción también estaban el general Ignacy Prądzyński, el general Prevo-Vernois y el teniente coronel Filip Mięciszewski. Después de la derrota de la Grande Armée en Moscú, la fortaleza fue tomada por las fuerzas del Ducado de Varsovia. El 5 de febrero de 1813, el ejército ruso de 36 000 soldados llegó a la fortaleza y la sitió. Las fuerzas polacas bajo el general neerlandés Herman Willem Daendels defendieron la fortaleza hasta el 1 de diciembre de 1813. Fue la última de las fortalezas francesas a lo largo del Vístula en capitular.

## Fortaleza en el Zarato de Polonia
Después de 1815, la fortaleza se ubicó en el Zarato de Polonia, un estado que era parte del Imperio ruso pero que contaba con una considerable autonomía y un ejército propio. La fortaleza fue terriblemente administrado por polacos y rusos, y se construyó poco durante este periodo. Durante la Revuelta de Noviembre de 1830, la fortaleza fue prepara para la defensa por unidades polacas para no fue tomado por el ejército ruso. Se rindió el 9 de octubre de 1831 como uno de los últimos puntos controlados por unidades polacas durante la revuelta.

## Fortaleza rusa Novogeorgievsk

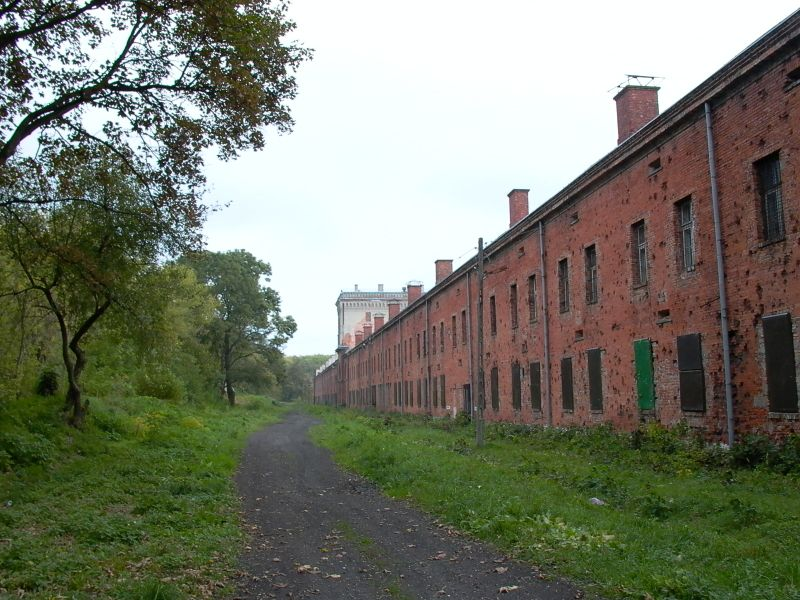
Barracones dentro de la fortaleza

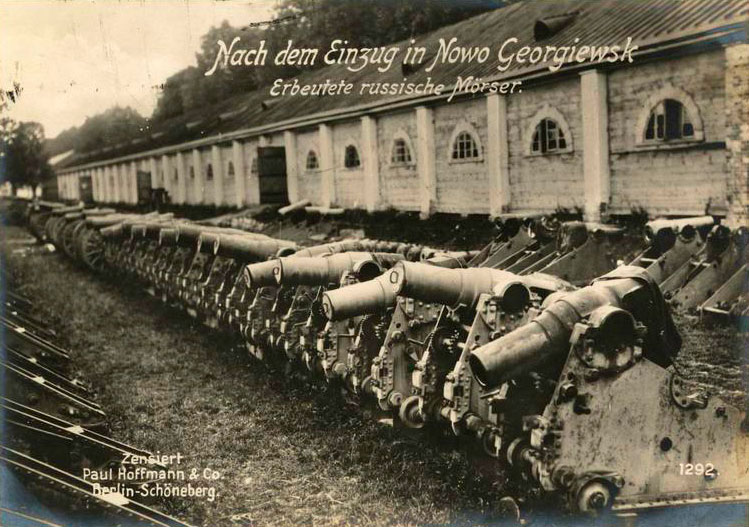
Artillería rusa capturada en Novogeorgievsk en 1915

Después de la revuelta de 1830, los rusos tomaron completo control del Zarato de Polonia. La fortaleza de Modlin fue renombrada Novogeorgievsk en 1834 y en el periodo 1832-1841 sufrió una notable expansión, incrementándose el tamaño de la guarnición a quienes se les encomendó la tarea de prevenir otro levantamiento polaco, así como la defensa de las fronteras occidentales de Rusia. Era parte de la cadena de fortalezas que incluía Varsovia, Ivangorod y Brest-Litovsk. La obra de construcción más notable durante este periodo fue un cuartel fortificado de 2200 m de longitud, que servía como última línea de defensa de la fortaleza. Después de 1841, el trabajo de construcción cesó en gran parte y, durante los siguientes 40 años, la fortaleza gradualmente se volvió obsoleta.
Cuando las relaciones entre Alemania y Rusia se deterioraron en la década de 1880, y Alemania entró en la Triple Alianza, potencialmente dirigida contra Rusia, se tomó la decisión de ampliar la fortaleza y actualizarla a los estándares modernos. Entre 1883 y 1888, se agregaron ocho fuertes modernos, formando aproximadamente un anillo con una distancia de 2 a 4 km de la fortaleza central. En los años siguientes, estos fuertes fueron modernizados. Al mismo tiempo, se construyeron obras defensivas adicionales para integrar la fortaleza en la región fortificada más grande alrededor de Varsovia.
La derrota de Rusia en la guerra ruso-japonesa provocó un replanteamiento de la estrategia militar rusa. En particular, la idea de concentrar fuerzas en el interior lejos de las fronteras antes de que las hostilidades comenzaran. Este enfoque eliminó la necesidad de una cadena de fortalezas fronterizas para proteger a las unidades movilizadas.
En 1909, cuando el general Vladímir Sujomlínov se convirtió en el ministro de Guerra del Imperio ruso, una propuesta que hizo fue eliminar el grueso del sistema de fortalezas ruso, y Novogeorgievsk fue un excelente ejemplo de por qué deberían ser desechados: Los fuertes externos fueron inicialmente construidos a una distancia de aproximadamente ocho kilómetros de la ciudadela para protegerla de atacar a la artillería; para 1900, incluso las armas de campaña podrían disparar más allá de esa distancia. Pero las ideas de Sujomlínov fueron rechazadas y en su lugar se programó un plan de renovación por 800 millones de rublos con un nuevo cinturón de fuertes para ser agregado. La fortaleza también recibiría una gran cantidad de piezas de artillería pesada. El trabajo intensivo de nueva construcción comenzó en 1912 y continuó casi hasta que el ejército alemán se acercó a la fortaleza en 1915 durante la Primera Guerra Mundial. La fortaleza ahora estaba diseñada para servir como un centro de resistencia detrás de las líneas enemigas si el ejército ruso se veía obligado a retirarse de Polonia. Las obras se llevaron a cabo a toda prisa, no se instalaron todos los equipos, y algunos materiales de construcción fueron improvisados y, por lo tanto, de menor calidad. Incluso con estos defectos, la fortaleza con sus diecinueve fuertes fue una de las fortificaciones más fuertes de Europa al estallar la Primera Guerra Mundial. El alto mando ruso esperaba que si estaba rodeada por los ejércitos alemanes resistiría durante muchos meses, sirviendo como un gran espina en la retaguardia alemana.

## Captura por los alemanes

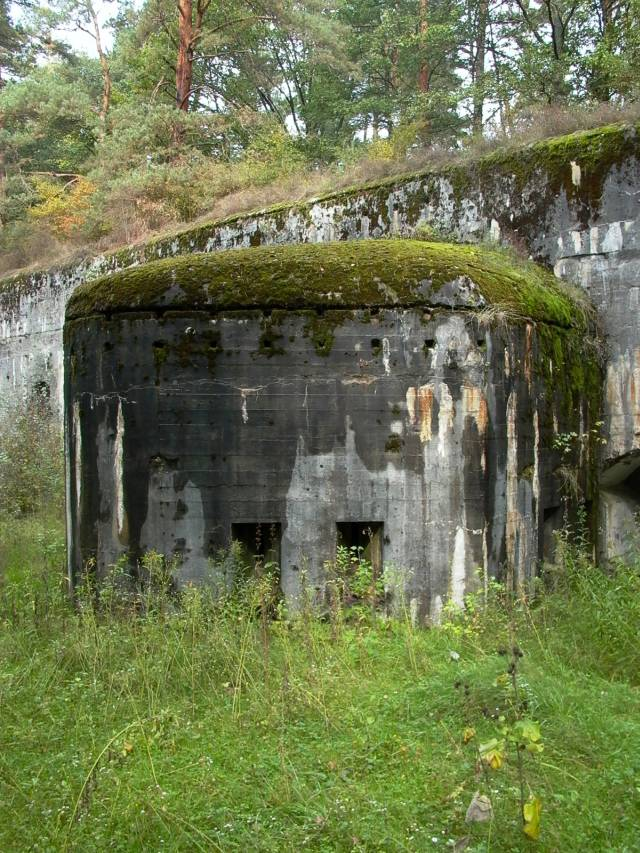
Trabajos defensivos en el fuerte XV, construido entre 1912 y 1915, donde se desarrolló fuerte actividad bélica en la Primera Guerra

En el verano de 1915, los rusos se tambaleaban por los ataques alemanes en Polonia. Se enfrentaron a la realidad de ceder Polonia a los alemanes o ver cercadas sus tropas antes de la retirada. El problema del retiro fue el abandono de las fortalezas, especialmente Novogeorgievsk, que era vista como el «símbolo del dominio ruso en Polonia». También significaba el abandono de Polonia, lo que comprometía su capacidad de negociar por más territorio si ganaban los Aliados.
Mijaíl Alekséyev, el comandante del sector polaco, sabía que guarnecer los fuertes era una trampa y la inexpugnabilidad era una ilusión. Sin embargo, fue influido por hombres de una posición social más alta y dejó una guarnición para defender Novogeorgievsk. Las tropas que él pudo ahorrar eran los remanentes de la 2.ª División de Siberia, la 63.ª División y la 58.ª División.
Para esta operación, los alemanes trasladaron al general Hans Beseler, que había dirigido el sitio de la ciudad belga de Amberes en los comienzos de la guerra. En un golpe de suerte, sus fuerzas capturaron al jefe de ingenieros de Novogeorgievsk el primer día. El sitio de Novogeorgievsk tuvo una duración de unos cuantos días. Al tomar la fortaleza los alemanes se apoderaron de mil seiscientos cañones y cerca de un millón de municiones.

## Después de la Guerra
Después de la Primera Guerra Mundial, Modlin se convirtió en parte de Polonia y se modernizó con nuevos búnkeres, antitanques y equipos antiaéreos. Su objetivo principal era cubrir a Varsovia de los ataques enemigos del Norte. La fortaleza también albergó varios cuarteles militares y escuelas militares para suboficiales, incluido el Centro de Capacitación de Ingenieros y la Escuela de Cadetes del Oficial de las Fuerzas Armadas. 
La fortaleza fue el lugar de la batalla de Modlin durante la invasión alemana de Polonia en 1939. El general Wiktor Thommée instaló al ejército de Łódź en la fortaleza después de no poder luchar para volver a Varsovia, y la suya fue una de las últimas unidades militares polacas en capitular.

## En el presente
Algunas secciones de la fortaleza están abiertas para los turistas. Al mismo tiempo, el ejército polaco todavía tiene muchas instalaciones en la zona y, por lo tanto, algunos reductos son inaccesibles; otros han sido abandonados y sin el mantenimiento necesario se han deteriorado gravemente, con muchos elementos metálicos que han sido saqueados como chatarra.
El aeropuerto de Modlin se encuentra dentro del área de la fortaleza; se reabrió como el segundo aeropuerto civil de la ciudad de Varsovia en julio de 2012. En 2013, la fortaleza de Modlin se vendió a inversores privados después de estar en el mercado durante cinco años, pero algunas características claves, como la Torre Tatar y la Torre Blanca, deben ser preservados para el público visitante.